# Mount Cameroon
Mount Cameroon er en  4.040 meter høj, aktiv vulkan i regionen Sud-Ouest (sydvest) i Cameroun nær af byen Buea tæt på Guineabugten. Mount Cameroon er også kendt som Cameroon Mountain eller Fako (navnet på den højeste af dens to toppe) eller under sit oprindelige navn Mongo ma Ndemi ("Storhedens Bjerg"). Mount Cameroon er rangeret som nummer 22 efter topografisk isolation.
Bjerget er det højeste punkt i det vestlige og centrale Afrika syd for Sahara,  og en af Afrikas største vulkaner,  den fjerde mest fremtrædende top i Afrika og den 31. mest fremtrædende i verden. Mount Cameroon er en del af det område med vulkansk aktivitet, der er kendt som Camerouns vulkanske linje, som også omfatter Nyossøen, hvor et  kuldioxyd-udslip i 1986  forårsagede at 1.700 mennesker og 3.599 husdyr omkom.  Det seneste udbrud fandt sted den 3. februar 2012.

## Flora
Bjergets vegetation varierer med højden. De vigtigste plantesamfund på bjerget omfatter:
- Lavlandsregnskov dominerer på de lavere skråninger, fra havniveau til 800 meters højde, og består af stedsegrønne træer med en tæt krone 25 - 30 meter høje, med højere, fremvoksende træer, der rejser sig over kronen. Mange træer har støttebensrødder. Skovene er forskelligartede og artsrige med talrige lianer. Meget af lavlandsskoven er blevet omdannet til landbrug og skovlandbrug, herunder oliepalmeplantager .
- Nedre montane skov, også kendt som submontan skov eller skyskov, vokser mellem 800 og 1.600 meters højde. De lavere bjergskove består af stedsegrønne træer, der danner en 20-25 meter høj baldakin, der enten er lukket eller diskontinuerlig. Der er spredte områder med eng og kratland med græsser, urter, høje urteagtige planter (herunder Acanthaceae), træbregner, træagtige buske og lave træer. Skyer og tåger opretholder rigelige epifytter, herunder mosser, bregner og orkideer.
- Øvre montan skov vokser fra1.600 til 1.800 meters  højde. Træer på op til 20 meter danner en åben skov med krone og talrige epifytter. De øvre montane skove er mindre artsrige end skovene i de lavereliggende områder, og brande er hyppigere.
- Bjergkrat vokser mellem 1.800 og 2.400 meters højde. Lave træer på 1 til 15 meter danner åbne skove, skovområder og buskområder med en underskov af små buske, urter, bregner og klatreplanter.
- Højere oppe er der   Montan græsland  og Subalpin græsland frosttolerante tue-græsser, dværgtræer og -buske samt skorpe-, blad- og frugtlav er dominerende.

- Udsigt over den tropiske regnskov på bjerget
- Mahogni
- Disamara-træet
- Arum-plante
- Agaricus-svamp
- Vild blomst
- Stinkhornsvamp

## Dyreliv
Store pattedyr på bjerget omfatter den afrikanske skovelefant (Loxodonta cyclotis) med en bestand på over 100 individer. Andre planteædere omfatter penselsvin (Potamochoerus porcus), buskbuk (Tragelaphus scriptus), hvidbrynet dykkerantilope (Cephalophus dorsalis), blå dykkerantilope (Philantomba monticola) og gulrygget dykkerantilope (Cephalophus sylvicultor). Bjerget er hjemsted for adskillige arter af primater.
To fuglearter er endemiske for Mount Cameroon:Camerounbjergfrankolin  (Pternistis camerunensis) og Mount Cameroon-speirops (Zosterops melanocephalus).

## Mount Cameroon Nationalpark
Mount Cameroon Nationalpark (Parc National du Mont Cameroun) blev oprettet i 2009. Den omfatter et område på 581.23 km². Parken omfatter det tidligere Etinde-skovreservat og størstedelen af Bomboko-skovreservatet. En del af Bomboko-skovreservatet ligger uden for parken, på bjergets nedre nordlige skråninger.

## IUGS geologiske kulturarvssted
Ved at være en af de få vulkaner i verden, der ligger ved grænsen mellem hav og kontinent i en passiv tektonisk margin, fik Den Internationale Union for Geologiske Videnskaber (IUGS) til at medtage 'Den kvaternære Cameroun-vulkan' på sin liste over 100 geologiske kulturarvssteder rundt om i verden, der blev offentliggjort i oktober 2022. Organisationen definerer et IUGS geologisk kulturarvsområde som 'et nøglested med geologiske elementer og/eller processer af international videnskabelig relevans, der anvendes som reference og/eller med et væsentligt bidrag til udviklingen af geologiske videnskaber gennem historien.'

## Adgang
Toppen bestiges ofte af vandrere. Den engelske opdagelsesrejsende Mary Kingsley, en af de første europæere, der besteg bjerget, beretter om sin ekspedition i sine erindringer fra 1897 , Travels in West Africa.

## Galleri
- Mount Fako
- Toppen af Mount Fako
- Mount Fako
- Toppen af Mount Cameroon
- Landskab på  Mount Cameroon
- Bjerget set fra Ndongo, Buea
- Hytter på Mount Fako
- Cameroon Mountain Race
- Vandrere klatrer ned
- Mount Etinde
- Limbestranden